# Циньюань
Циньюа́нь (кит. упр. 沁源, пиньинь Qìnyuán, буквально: «исток реки Циньхэ») — уезд городского округа Чанчжи провинции Шаньси (КНР).

## История
При империи Западная Хань был образован уезд Гуюань (谷远县). Во времена диктатуры Ван Мана он был переименован в Гуцзинь (谷近县), но при империи Восточная Хань ему было возвращено прежнее название. При империи Цзинь уезд был расформирован.
При империи Северная Вэй в 528 году был создан уезд Циньюань. При империи Суй в 596 году к северу от него был создан уезд Мяньшан (绵上县). При империи Тан в 619 году был выделен уезд Чжаоюань (招远县), но в 620 году он был расформирован. При империи Юань в 1273 году уезд Мяньшан был присоединён к уезду Циньюань.
В 1949 году был образован Специальный район Чанчжи (长治专区), и уезд вошёл в его состав. В 1958 году Специальный район Чанчжи был переименован в Специальный район Цзиньдуннань (晋东南专区); уезд Циньсянь при этом был объединён с уездом Сянъюань в уезд Сянцинь (襄沁县), а затем уезды Сянцинь и Циньюань были объединены в уезд Циньсянь (沁县). В 1960 году уезд Циньюань был воссоздан.
В 1970 году Специальный район Цзиньдуннань был переименован в Округ Цзиньдуннань (晋东南地区).
В 1985 году постановлением Госсовета КНР были расформированы город Чанчжи и округ Цзиньдуннань, а на их территории образованы городские округа Чанчжи и Цзиньчэн; уезд вошёл в состав городского округа Чанчжи.

## Административное деление
Уезд делится на 5 посёлков и 9 волостей.